# Real Academia de las Ciencias de Suecia
La Real Academia de las Ciencias de Suecia (en sueco: Kungliga Vetenskapsakademien) fue fundada en 1739 por el rey Federico I a propuesta del taxónomo Carlos Linneo, el empresario Jonas Alströmer, el ingeniero mecánico Mårten Triewald, los funcionarios públicos Sten Carl Bielke y Carl Wilhelm Cederhielm y el político Anders Johan von Höpken. Es una de las Academias Reales de Suecia, una organización independiente, cuyas actuaciones están encaminadas a promover las ciencias, especialmente las Ciencias Naturales y las Matemáticas. Los comités de la Academia también actúan como tribunal de selección para el Premio Nobel en Física, en Química, y en Ciencias Económicas.